# Жјар (Липтовски Микулаш)
Жјар (слч. Žiar) насељено је мјесто са административним статусом сеоске општине (слч. obec) у округу Липтовски Микулаш, у Жилинском крају, Словачка Република.

## Становништво
| Година:    | 1994. | 2004.   | 2014.   | 2024.   |
| ---------- | ----- | ------- | ------- | ------- |
| Број људи: | 420   | 417     | 444     | 483     |
| Разлика:   |       | -0,71 % | +6,47 % | +8,78 % |

| Година:    | 2023. | 2024.   |
| ---------- | ----- | ------- |
| Број људи: | 476   | 483     |
| Разлика:   |       | +1,47 % |

Према подацима о броју становника из 2011. године насеље је имало 433 становника.